# Saint-Bonnet-Tronçais
Saint-Bonnet-Tronçais ist eine französische Gemeinde mit 739 Einwohnern (Stand 1. Januar 2022) im Département Allier in der Region Auvergne-Rhône-Alpes (vor 2016 Auvergne); sie gehört zum Arrondissement Montluçon und zum Kanton Bourbon-l’Archambault.

## Geographie
Saint-Bonnet-Tronçais liegt etwa 35 Kilometer nordnordöstlich von Montluçon am Fluss Sologne.

### Nachbargemeinden
Umgeben ist Saint-Bonnet-Tronçais von den Nachbargemeinden Charenton-du-Cher im Nordwesten und Norden, Ainay-le-Château im Norden und Nordosten, Isle-et-Bardais im Osten, Le Brethon im Süden, Vitray im Südwesten sowie Braize im Westen.

## Bevölkerungsentwicklung
| Jahr      | 1962 | 1968 | 1975 | 1982 | 1990 | 1999 | 2006 | 2011 | 2019 |
| Einwohner | 1066 | 1105 | 1003 | 853  | 913  | 783  | 760  | 733  | 730  |

## Sehenswürdigkeiten
- Kirche Saint-Bonnet aus dem 19. Jahrhundert
- Waldgebiet Forêt Domaniale de Tronçais

## Persönlichkeiten
- François Terrasson (1939–2006), Schriftsteller und Naturforscher